# Sjarhej Šmolik
Sjarhej Šmolik, in bielorusso Сяргей Шмолік? (Brėst, 12 gennaio 1965), è un ex arbitro di calcio bielorusso.
Arbitro internazionale dal 2000, ha diretto gare per le qualificazioni alla coppa del Mondo e dei campionati europei, sia maggiori che Under 21. Ha arbitrato gare anche nelle competizioni europee per club organizzate dalla UEFA, tanto da essere considerato il miglior arbitro del suo paese. La manifestazione internazionale più importante alla quale ha preso parte è stato il Campionato mondiale di calcio Under-20 del 1999 in Nigeria.
Il 5 luglio 2008 ebbe grande eco sui media la notizia che Shmolik era sceso in campo per dirigere la partita del campionato bielorusso fra FK Vitebsk e FC Naftan completamente ubriaco. Aveva infatti cominciato ad ondeggiare come se avesse avuto mal di schiena, ma le decisioni arbitrali immotivate e i successivi esami in ospedale hanno poi rivelato la verità.